# The Rolling Stones
The Rolling Stones («Роллинг Стоунз», МФА: [ˈrəʊ.lɪŋ stəʊnz]; букв. с англ. «катящиеся камни», идиоматический перевод — «вольные странники» или «бродяги») — британская рок-группа, образовавшаяся 12 июля 1962 года и многие годы соперничавшая по популярности с The Beatles. The Rolling Stones, ставшие важной частью Британского вторжения, считаются одной из самых влиятельных и успешных групп в истории рока. The Rolling Stones, которые по замыслу менеджера Эндрю Луга Олдэма должны были стать «бунтарской» альтернативой The Beatles, уже в 1969 году в ходе американского турне рекламировались как «величайшая рок-н-ролльная группа в мире» и (согласно Allmusic) сумели сохранить этот статус по сей день.
Музыкальный стиль The Rolling Stones, формировавшийся под влиянием Роберта Джонсона, Бадди Холли, Элвиса Пресли, Чака Берри, Бо Диддли и Мадди Уотерса, с течением времени обретал индивидуальные черты; авторский дуэт Джаггер-Ричардс получил в конечном итоге всемирное признание.
Группа выпустила в Великобритании двадцать три студийных и восемь концертных альбомов (в США, соответственно, — 24 и 9). Двадцать один сингл входил в первую десятку UK Singles Chart, 8 из них поднимались на вершину хит-парада; соответствующие показатели The Rolling Stones в Billboard Hot 100 — 28 и 8.
Общемировой тираж альбомов The Rolling Stones превысил 250 миллионов, 200 миллионов из них были проданы в США; по этим показателям группа является одной из самых успешных в истории. В 1989 году The Rolling Stones были включены в Зал славы рок-н-ролла, а в 2004 году заняли четвёртое место в списке «50 величайших исполнителей всех времён по версии журнала Rolling Stone».

## История группы
Мик Джаггер и Кит Ричардс познакомились в начальной школе Дартфорда.
Затем в течение семи лет они не общались и случайно встретились вновь в 1961 году, когда Кит увидел на дартфордском железнодорожном вокзале Мика, державшего в руках несколько грампластинок с записями ритм-энд-блюза.
В последовавшем разговоре выяснилось, что оба они увлекаются блюзом и ритм-энд-блюзом (в отличие от большинства своих сверстников, отдававших предпочтение рок-н-роллу), и что у них есть общий знакомый — Дик Тейлор, учившийся в художественной школе Sidcup Art School. Втроём они решили создать группу, которой дали название Little Boy Blue and the Blue Boys и разучили несколько песен из репертуара Чака Берри и Бо Диддли.
Брайан Джонс родился и вырос в Челтнеме. Как и многие его ровесники, он увлекался скиффлом, позже — традом (сокр. от «традиционный джаз»). Под влиянием записей Чарли Паркера Джонс научился играть на саксофоне и кларнете, позже освоил гитару и играл на танцах с местными группами Trad Band, Dixielanders и Delta Jazzmen.
В 1959 году шестнадцатилетняя подружка Брайана забеременела, и из-за разгоревшегося скандала Брайан бросил школу и нелегально уехал в Скандинавию, где провёл лето, зарабатывая себе на жизнь игрой на гитаре на улицах. По возвращении домой Брайан увлёкся блюзом и стал в поисках единомышленников периодически ездить в Лондон. В январе 1962 года он познакомился с Полом Пондом (позже выступавшим в группе Манфреда Манна под псевдонимом Пол Джонс) и присоединился к его группе Thunder Odin’s Big Secret.

### Формирование состава
Некоторое время спустя один из основных британских пропагандистов блюза Алексис Корнер начал регулярные выступления со своей группой Blues Incorporated (барабанщиком которой был Чарли Уоттс) в лондонском клубе Ealing. Брайан Джонс познакомился с Алексисом Корнером и присоединился к его группе в качестве сессионного музыканта, играя по выходным на слайд-гитаре под псевдонимом Элмо Льюис.
В апреле 1962 года Мик Джаггер и Кит Ричардс побывали в клубе Ealing и увидели выступление Брайана Джонса, которое произвело на них большое впечатление, и после концерта познакомились с ним. Став завсегдатаями «Илинга», они познакомились с Алексисом Корнером, которому дали прослушать любительские записи своей группы. Некоторое время спустя группа Blues Incorporated стала выступать также и в Marquee Club; здесь в составе её стали периодически появляться — сначала Мик Джаггер в качестве вокалиста, затем гитарист Кит Ричардс.
Брайан Джонс в это время решил создать собственную ритм-энд-блюзовую группу и дал соответствующее объявление в газету «Jazz News». Первым на это объявление откликнулся пианист Иэн Стюарт, с которым Брайан приступил к репетициям. В июне Мик и Кит побывали на одной из репетиций новоиспечённой группы, после чего было принято решение играть вместе.
12 июля 1962 года Blues Incorporated получили приглашение выступить на Би-Би-Си. Поскольку в это же время группа должна была выступать и в «Marquee», Корнер предложил Брайану, Мику, Киту, Иэну и Дику выйти на клубную сцену. Именно на этом концерте группа (в составе которой играл также барабанщик Мик Эйвори) впервые выступила под названием The Rolling Stones, назвав себя по одной из песен Мадди Уотерса 1950 года.

### Дебют
В августе 1962 года Дик Тейлор покинул группу и был заменён Биллом Уайменом из The Cliftons, а на место Айвори (позже присоединившегося к The Kinks) был приглашён Тони Чепмен, вскоре уступивший место Чарли Уоттсу, который в то время работал в рекламном агентстве.
К началу 1963 года состав стабилизировался и на 8 месяцев «осел» в клубе Crawdaddy, где привлёк к себе внимание, в частности, Эндрю Луга Олдхэма, который «перекупил» Stones у клубного менеджера Джорджио Гомелски и тут же решил создать подопечным «грязный» имидж — в пику «чистеньким» The Beatles. По одной из версий, по его настоянию Стюарт был вытеснен из состава — только за то, что внешне контрастировал с остальными участниками. По другой версии, Олдхэм считал, что состав слишком велик для рок-группы. Пианист не утратил с группой контакта: стал одним из главных рабочих сцены и выступал с ними на концертах вплоть до своей смерти в 1985 году. Получив контракт с Decca Records, The Rolling Stones в июне выпустили дебютный сингл «Come On» (композицию Чака Берри), который поднялся в Британии до 21-го места.

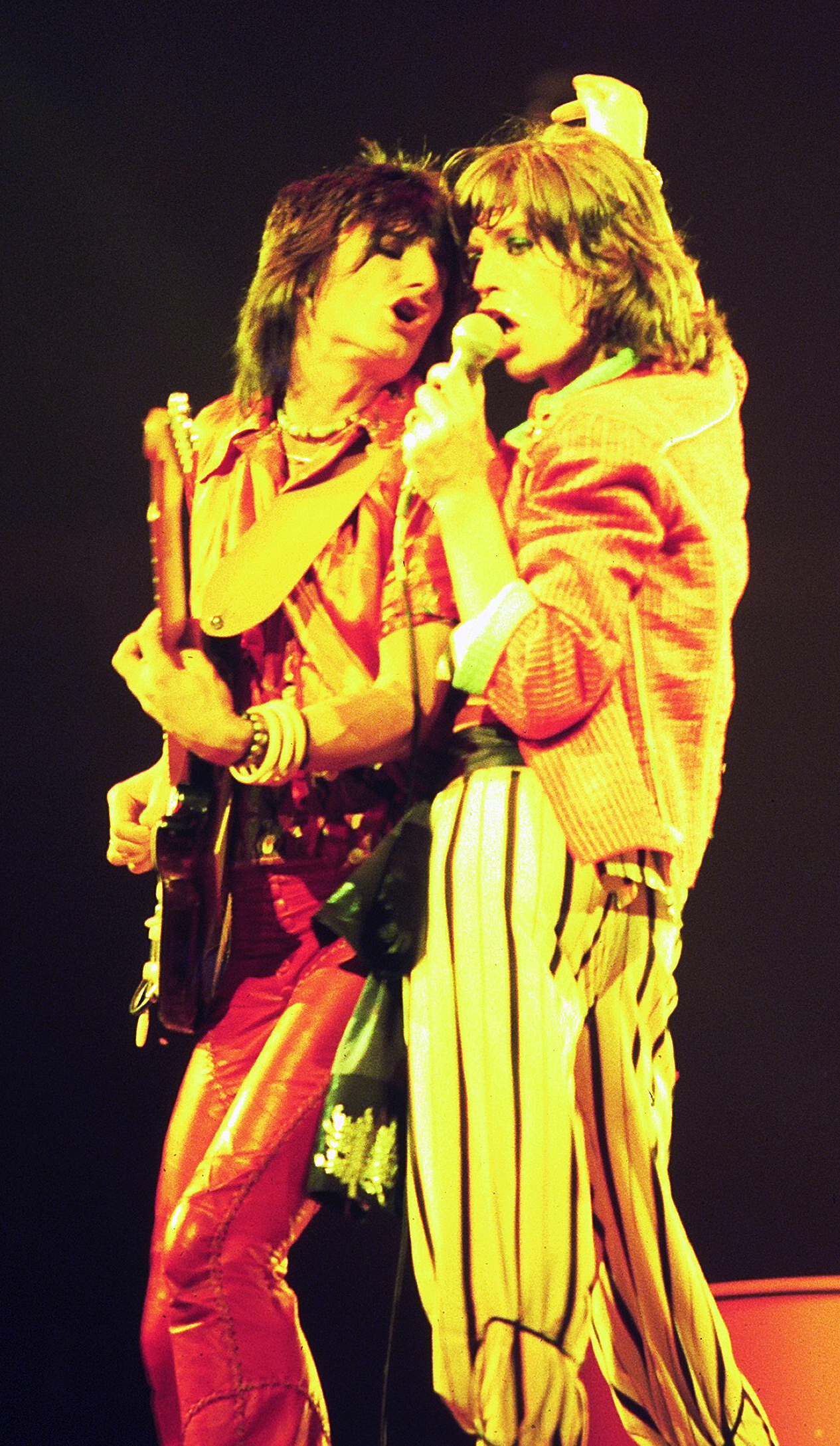
Ронни Вуд и Мик Джаггер в Чикаго

Затем последовали «I Wanna Be Your Man» (композиция Леннона-Маккартни) и «Not Fade Away» (Бадди Холли, 3-е место в Британии и первое попадание в американский Top 50). К этому времени у себя дома The Rolling Stones уже сделались скандально знаменитыми: ставка Олдэма на «грязный» имидж сработала. После выхода дебютного альбома (в Британии он назывался The Rolling Stones, в США — England's Newest Hit Makers The Rolling Stones), группа провела первые американские гастроли, в ходе которых записала Five by Five EP. К моменту завершения гастролей они уже имели первый британский чарттоппер: «Little Red Rooster», композицию Хаулин Вулфа.
После выхода дебютной пластинки The Rolling Stones Великобританию захлестнула настоящая истерия, которая на концертах то и дело перерастала в дебоши. Одним из самых буйных шоу в истории английского рок-н-ролла остаётся концерт группы в зале Winter Gardens Blackpool, во время которого фанаты начали крушить светильники, сломали рояль «Стейнвей» и устроили свалку, в результате чего около полусотни человек залечивали раны в больнице.
С этого момента Олдэм настаивал на том, чтобы группа записывала исключительно собственные композиции. В июне 1964 года сингл «Tell Me» вошёл в американский Top 40 и положил начало серии хитов Джаггера-Ричардса. К суперзвездному статусу авторский дуэт поднял «(I Can’t Get No) Satisfaction» (лето 1965 года). Уже сам по себе (позже признанный классическим) гитарный рифф (изначально копировавший звучание духовой секции) свидетельствовал о том, что Rolling Stones отделились от корней традиционного блюза и вышли на собственный путь развития. Сингл продержался на вершине американских «списков» 4 недели; за ним в «десятку» один за другим вошли — «Get Off of My Cloud», «19th Nervous Breakdown», «As Tears Go By», «Have You Seen Your Mother, Baby, Standing in the Shadow?».
В 1966 году The Rolling Stones решили ответить на избранный The Beatles радикальный путь развития собственным экскурсом в психоделию: Aftermath стал первым альбомом группы, не содержавшим кавер-версий. Брайан Джонс к этому времени уже увлекался самыми разнообразными музыкальными веяниями, и это нашло отражение в таких вещах, как «Paint It Black» (ситар здесь оказался солирующим инструментом) или «Going Home».
Эклектические тенденции ещё более расцвели в Between The Buttons (1967); при этом здесь звучание группы стало легче, аранжировки — изящнее. В поддержку альбома группа отправилась в турне, в рамках которого удалось организовать концерт в социалистической Польше, в Зале конгрессов Дворца культуры и науки в Варшаве.
Помешали группе окончательно влиться в поп-мейнстрим два скандальных эпизода. Сначала Джаггеру пришлось как можно менее внятно исполнить «Let’s Spend the Night Together», (в противном случае группе грозил запрет на Би-би-си), потом Джаггера и Ричардса арестовали с наркотиками; спустя 3 месяца то же случилось с Джонсом. Все трое получили условные сроки, но группе пришлось временно выйти из фокуса общественного внимания, так что «Лето любви» 67-го года она отдыхала.
Джаггер с подругой Марианн Фэйтфул приняли участие в организованной участниками The Beatles поездке в Индию к Махариши, после чего «засветились» на международной трансляции битловской «All You Need Is Love». Неудивительно, что следующий сингл The Rolling Stones, «Dandelion»/«We Love You», был выдержан в поп-психоделическом ключе. Ещё более радикальные формы эксперимент принял в альбоме Their Satanic Majesties Request, явившемся своего рода «ответом» альбому Sgt. Peppers группы The Beatles.
Психоделический период в творчестве группы длился недолго. К началу 1968 года она рассталась с Эндрю Лугом Олдэмом и пригласила на его место Алена Клейна, одновременно вернувшись (на новом техническом уровне) к прямолинейному рок-н-роллу. Кит Ричардс стал использовать открытый строй, благодаря чему звучание группы стало гуще и тяжелее, примером чему служил сингл «Jumpin’ Jack Flash» (#3, U.K. в мае 1968 года).
Альбом Beggars Banquet вышел осенью (этому предшествовал затянувшийся на пять месяцев скандал, связанный с оформлением обложки), — и тут же был объявлен в музыкальной прессе шедевром. Но мало кто мог предположить, что работа, ознаменовавшая новую эпоху в развитии группы, окажется финальной в личной творческой саге Брайана Джонса, который из-за проблем с наркозависимостью практически самоустранился от работы. 9 июня 1969 год гитарист покинул состав, а 3 июля был найден мёртвым в своём бассейне. Официально было объявлено, что причиной смерти стал несчастный случай, но слухи вокруг этого инцидента не утихали многие годы. К этому времени в группе уже играл новый гитарист, Мик Тейлор, пришедший из John Mayall's Bluesbreakers. Впрочем, он не принял участия в записи сингла-чарттоппера «Honky Tonk Women», вышедшего спустя несколько дней после похорон Джонса, и сыграл лишь несколько партий в альбоме Let It Bleed, который продолжил начатую в предыдущей работе линию на «огрубление» звучания и сближение его с ранними, грубыми формами блюза.
В 1969 году, после того как Джаггер закончил работу в Австралии над фильмом «Нед Келли», группа отправилась в (первые за последние три года) американские гастроли, в ходе которых рекламировалась как «World’s Greatest Rock & Roll Band». После гибели чернокожего фаната на концерте в Альтамонте, группа вновь вынужденно отошла от дел и перестала исполнять «Sympathy for the Devil» — песню, которая, как утверждали в то время газеты, инициировала беспорядки. Биографы Rolling Stones отмечают, что песня была написана Миком Джаггером под сильным впечатлением от романа Михаила Булгакова «Мастер и Маргарита»; по словам самого музыканта, при работе над ней он воображал себя Воландом.
Весной 1970 года вышел Get Yer Ya-Ya’s Out!, последний альбом группы для Decca/London. После этого она образовала собственный лейбл Rolling Stones Records, который стал функционировать «под крылом» Atlantic Records.
В 1970 году Джаггер снялся в фильме Николаса Роуга «Представление» и женился на никарагуанской модели Бьянке (полное имя: исп. Bianca Pérez-Mora Macías). Это позволило Ричардсу в какой-то момент стать лидером группы: именно его музыкальные идеи легли в основу альбома Sticky Fingers. Вскоре после выхода пластинки группа, пытаясь минимизировать налоги по совету вновь нанятого финансового менеджера Руперта Левенштайна, перебралась во Францию, где записала двойник Exile on Main St., ознаменовавший пик в её творческом развитии. Затем наметился кризис: Джаггер увлёкся ролью героя светских тусовок, Ричардс начал погружаться в омут наркозависимости. Это не помешало альбому Goats Head Soup стать мегахитом, хотя главный хит с этого альбома — полуакустическую балладу «Angie» (5 место в UK Charts и 1 в США) — довольно холодно встретили давние поклонники группы.
В 1972 году группа отправилась в американское турне. На разогреве у них выступал Стиви Уандер, который к тому времени уже был звездой первой величины и широкая белая аудитория услышала его во многом благодаря туру с Rolling Stones. Музыканты решили задокументировать эти гастроли, ожидая, что они станут величайшим событием в истории группы. Для этого был приглашён фотограф и кинорежиссёр Роберт Франк, известный по фотоальбому «Американцы» (1958) и фильму об американских битниках «Погадай на ромашке» (англ. Pull My Daisy, 1959). Франк вместе со своим ассистентом Дэнни Сеймуром отправился в гастрольную поездку вместе с группой. Результатом этого стал документальный фильм Cocksucker Blues (назван по непристойной песне группы, написанной от лица гомосексуалиста-проститутки), снятый в духе эстетики cinema verite и запечатлевший музыкантов, их жён и подружек в разные моменты гастролей. В фильме показаны эротические оргии, ссоры между музыкантами, есть сцены неоднократного приёма наркотиков. После первого просмотра смонтированной картины Мик Джаггер высоко оценил результат, но тиражирование и распространение фильма было группой запрещено. Сегодня его экранные копии можно найти на торрент-трекерах или купить на DVD — вышло немало бутлегов, но легально Cocksucker Blues никогда не издавался.

### 1974 — настоящее время
После выхода It’s Only Rock ’n’ Roll Тейлор покинул состав, и замену ему группа искала уже во время работы над следующим альбомом Black and Blue (1976). Прослушав множество претендентов (в числе которых были Джефф Бек, Питер Фрэмптон и Рори Галлахер), Rolling Stones остановили свой выбор на приятеле Кита Ричардса Роне Вуде, гитаристе The Faces и Рода Стюарта, который уже участвовал в записи «It’s Only Rock’n’Roll».
В 1977 году Кит Ричардс и Анита Палленберг были арестованы в Канаде за хранение героина: это повлекло за собой судебное разбирательство, в результате которого гитарист получил год условно. В 1978 году (после того, как Ричардс завершил реабилитационный курс) группа собралась вновь и записала Some Girls (в котором ощущалось влияние как панка, так и диско). Как альбом, так и сингл из него «Miss You» возглавили соответствующие списки в США. Emotional Rescue (1980) был принят критикой сдержанно, но Tattoo You (1981) ознаменовал возвращение к прежней форме и продержался 9 недель на первом месте в списках «Биллборда». С ним группа отправилась в мировое турне, документированное фильмом Хэла Эшби Let’s Spend the Night Together и концертным альбомом Still Life.

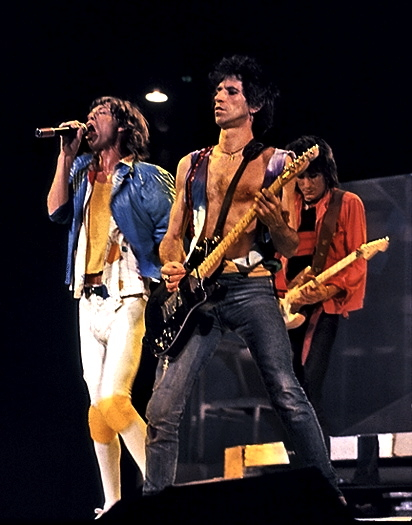
Мик Джаггер и Кит Ричардс (Ронни Вуд сзади), 1981

Примерно в это время наметились разногласия в некогда монолитном творческом союзе Джаггер-Ричардс. Первый настаивал на том, чтобы группа непрерывно развивалась, впитывая модные веяния; второй считал, что The Rolling Stones должны оставаться «корневой» группой. Раздор не мог не сказаться на качестве следующих студийных работ: Undercover и (особенно) Dirty Work музыкальная критика сочла провальными. К этому времени Джаггер и Ричардс уже занялись активной сольной деятельностью, причём альбом Ричардса Talk Is Cheap многие[кто?] считают сильнейшим в (сольном или совместном) творчестве участников Rolling Stones начиная с 1982 года.
Альбом Steel Wheels получил хорошие отзывы в прессе, но оказался в тени последовавшего за ним мирового турне, собравшего в кассу 140 миллионов долларов. После выпуска в 1991 году концертного альбома Flashpoint (записанного в ходе этих гастролей) Билл Уаймен покинул состав (несколько лет спустя он опубликовал биографическую книгу «Stone Alone»), хотя его уход не был официальным вплоть до января 1993 года. Лишь в 1994 году группа нашла ему постоянную замену в лице Дэррила Джонса, известного по сотрудничеству с Майлсом Дэвисом и Стингом.
В новом составе (с продюсером Доном Уозом) Rolling Stones записали альбом Voodoo Lounge, принёсший им первую «Грэмми» (за лучший рок-альбом). В 1994-95 годах The Rolling Stones установили абсолютный рекорд прибыльности гастрольного тура — Voodoo Lounge, оно стало самым прибыльным турне всех времён. Команда отыграла 62 шоу вместо 28 запланированных и заработала свыше 400 миллионов долларов. 18 ноября 1994 года концерт Rolling Stones проходивший в Далласе, на стадионе Коттон Боул, впервые в истории транслировался в сети Internet.
По завершении гастролей Rolling Stones осенью 1995 года выпустили акустический альбом Stripped. Два года спустя за студийным Bridges to Babylon; в ходе последовавшего турне группа, по некоторым данным побила свой же рекорд, заработав около 500 миллионов долларов; 108 концертов собрали в общей сложности более 4.5 млн зрителей в 25 странах мира (более чем по два миллиона в Европе и Северной Америке, 350 тысяч в Аргентине и Бразилии, 200 тысяч в Японии). 11 августа 1998 года в рамках турне состоялся первый концерт группы в России — на московском стадионе «Лужники», на разогреве выступала отечественная группа «Сплин» (второй концерт был уже в 2007 году в рамках мирового турне A Bigger Bang на Дворцовой площади в Санкт-Петербурге). Затем вышел ещё один концертный диск No Security.
В 2002 году группа провела широко разрекламированный greatest-hits-тур, за которым последовали концертный Live Licks (2004) и студийный A Bigger Bang (2005), также сопровождавшийся сверхуспешным A Bigger Bang Tour (2005—2007 гг.).
В 2008 году группа The Rolling Stones возглавила список самых высокооплачиваемых артистов и коллективов в мире за частные выступления.
В 2010 году вышло ремастерированное переиздание альбома Exile On Main St; на втором диске этого издания были собраны лучшие из вещей группы, записанные в период с конца 1969 по 1972 годы и по разным причинам отложенные на «полку». При активном участии Мика Джаггера был снят и документальный фильм о жизни и творчестве группы в начале 1970-х. 23 мая 2010 года перевыпуск Exile On Main St дебютировал на вершине британского хит-парада, спустя 38 лет после того, как в своей оригинальной версии вышел на эту позицию. В США альбом поднялся до #2. CD-версия, куда вошли десять треков, была выпущена на Target Records как Exile On Main St (Rarities Edition); она поднялась в списках «Биллборда» до #27.
5 апреля 2016 года музыкант Ронни Вуд сообщил о выпуске нового студийного альбома в 2016 году, спустя 11 лет после A Bigger Bang, выпущенного в 2005 году.
21 декабря 2016 года вышел альбом кавер-версий Blue and Lonesome, в записи которого также принял участие Эрик Клэптон.
Тогда же было анонсировано турне по Франции в 2017 году.
В июле 2017 года сообщалось, что группа работает над первым за двенадцать лет альбомом с оригинальным материалом.
Ранее в мае 2017 года был анонсирован No Filter Tour с четырнадцатью шоу в двенадцати различных местах по всей Европе в сентябре и октябре того же года. Позднее он был продлён в июле 2018 года, дополнившись четырнадцатью новыми датами по Великобритании и Европе, что сделало его первым туром по Великобритании с 2006 года. В ноябре 2018 года The Stones объявили о планах организовать No Filter Tour по стадионам США в 2019 году. 13 выступлений планировалось с апреля по июнь. В марте 2019 года было объявлено, что Джаггер перенесёт операцию по замене сердечного клапана, вынудив группу отложить 17-дневную североамериканскую часть тура. 4 апреля 2019 года было объявлено, что Джаггер восстанавливается в больнице после успешной операции по замене клапана в Нью-Йорке и может быть выписан в течение следующих нескольких дней. 16 мая The Rolling Stones анонсировали, что No Filter Tour будет возобновлён 21 июня с семнадцатью датами, перенесёнными на конец августа. В марте 2020 года No Filter Tour был отложен из-за пандемии коронавируса 2019—2020 годов.
The Rolling Stones — с участием Джаггера, Ричардса, Уоттса и Вуда в собственных домах были одними из главных участников в рамках Global Citizen’s One World: Together at Home — онлайн-концерта 18 апреля 2020 года с участием десятков артистов и комиков для поддержки передовых работников здравоохранения и ВОЗ в период пандемии коронавируса. 23 апреля Джаггер на своей странице в Facebook анонсировал (5 часов вечера по британскому времени) сингл «Living in a Ghost Town», новую песню Rolling Stones, записанную в Лос-Анджелесе и Лондоне в 2019 году и законченную в самоизоляции (часть нового материала, который группа записывала в студии перед пандемией) и которая, как думает группа, «найдёт отклик во времена, в которые мы живём». Также это их первый оригинальный сингл с 2012 года.
Альбом группы 1973 года Goats Head Soup был переиздан 4 сентября 2020 года и содержал ранее не издававшиеся ауттейки, такие как «Criss Cross», который был выпущен в качестве сингла и музыкального видео 9 июля 2020 года, «Scarlet» с участием Джимми Пейджа и «All the Rage». 11 сентября 2020 года альбом возглавил чарт альбомов Великобритании, и Rolling Stones стали первой группой, возглавившей чарт в шести разных десятилетиях.
В августе 2021 года было объявлено, что Чарли Уоттс прошёл «неуточнённую» медицинскую процедуру и не примет участия в оставшейся части No Filter Tour; давний соратник группы Стив Джордан заменит его в качестве барабанщика до конца тура Уоттс умер 24 августа в возрасте 80 лет в лондонской больнице в окружении своей семьи. В день его смерти содержание официального сайта Rolling Stones было заменено единственной фотографией Уоттса в его память. 27 августа в социальных сетях группы появился монтажный ряд фотографий и видео с Уоттсом. В дальнейшем Rolling Stones будут показывать фотографии и видео с Уоттсом в начале каждого концерта в рамках тура No Filter Tour. Короткий фрагмент длится около минуты и воспроизводит простую барабанную партию, которую Уоттс записал в начале каждого концерта в рамках No Filter Tour. Они стали самой прибыльной концертной группой 2021 года, превзойдя Тейлор Свифт; с 2018 года они поменялись местами на двух первых местах. В 2022 году группа начала новый тур с Джорданом на барабанах.
После сообщений в феврале 2023 года о том, что бывшие участники Beatles Пол Маккартни и Ринго Старр появятся на их ещё неназванном новом альбоме, представители группы подтвердили, что Маккартни появится, но заявили, что Старр не появится. Это будет первая совместная работа Маккартни и The Stones над студийным альбомом. Четыре месяца спустя стало известно, что Уаймен вернётся с собственной песней, более чем через 30 лет после своего ухода из группы; выход альбома ожидается в конце 2023 года.
В августе 2023 года в СМИ появилась информация о том, что новый альбом Stones может выйти в сентябре 2023 года, основанная на рекламе в одной из местных британских газет. В рекламе Hackney Gazette упоминались несколько предыдущих хитов Stones и давалась ссылка на вымышленный ювелирный магазин «Hackney Diamonds», политика конфиденциальности сайта которого соответствует политике конфиденциальности Universal Music Group; логотип группы использовался для того, чтобы поставить точку над буквой «i» в слове «diamonds». 29 августа группа подтвердила связь с сайтом через свои профили в социальных сетях. Из-за рекламы возникло подозрение, что альбом может называться Hackney Diamonds. Ожидается, что в новом альбоме примут участие Элтон Джон, Леди Гага, Стиви Уандер и Пол Маккартни, а также другие музыканты. 6 сентября 2023 года на презентации у Джимми Фэллона вышел заглавный сингл с нового альбома «Angry» и видеоклип, в котором главную роль сыграла Сидни Суини. Альбом будет называться Hackney Diamonds и выйдет 20 октября 2023 года. В альбом вошли две последние песни Чарли Уоттса, записанные с группой перед его смертью. Кроме того, в одной из композиций альбома принял участие его бывший басист Билл Уаймен, что стало его второй студийной записью с группой после выхода в 1991 году альбома Flashpoint. Песня «Angry», первый сингл альбома и клип (с актрисой Сидни Суини в главной роли), также были выпущены во время Q&A, а сама песня вошла в саундтрек EA Sports FC 24. Джаггер предположил, что к моменту выхода этого альбома работа над продолжением Hackney Diamonds была завершена на 75 %.

## Место в истории
Влияние The Rolling Stones на формирование и развитие рок-музыки невозможно переоценить — не только в музыкальном, но и в художественно-изобразительном, имиджевом и масс-медийном планах. Группа по сей день остаётся абсолютно оригинальной, узнаваемой с первых аккордов. Незамысловатые, казалось бы, вначале, произведения, некоторые из которых при первом прослушивании создают ощущение шумового хаоса, при последующих прослушиваниях предстают как полноценный высокохудожественный артефакт.
Многие альбомы Rolling Stones, такие как: Beggars Banquet, Let It Bleed, Sticky Fingers, Exile on Main St, Some Girls, Tattoo You, Steel Wheels, признаны классикой жанра. Без первых четырёх из перечисленных альбомов не обходится ни один итоговый, за последние 30 лет, парад важнейших произведений рок-н-ролла в музыкальных изданиях. Песня Satisfaction стала международно узнаваемым символом Rolling Stones и ритм-энд-блюза 1960-х гг., без которой также не обходится ни один концерт группы.
Их творчество, чрезвычайно гибкое, в смысле реакции на то или иное поветрие и музыкальную моду, тем не менее, не подверглось существенному изменению, и авторский стиль всегда узнаваем. Они черпают из традиционного блюза, расцвечивая его всеми мыслимыми оттенками эмоций, ритмов и музыкальных трюков. Перечень хитов или песен, являющихся образцом того или иного жанра в интерпретации «Роллингов», составит внушительный объём, равно как и список сотрудничавших с ними звёзд из художественной, кинематографической, музыкальной, политической, масс-медийной и просто богемной сред. Теперь The Rolling Stones — неотъемлемая часть истории XX века, плавно перетёкшая в XXI век.

## Награды
Альбом «Voodoo Lounge» (1994) принёс The Rolling Stones две премии Grammy: он был назван лучшим рок-альбомом, а видео на песню «Love Is Strong» названо лучшим среди короткометражных видеороликов.

## Интересные факты
- Джаггер, Ричардс и Джонс неоднократно подвергались аресту за хранение наркотиков, представали перед судом и даже получали условные приговоры с испытательным сроком. Вопрос, типичный для английских газет 1964 года: «Позволите ли вы своей дочери выйти замуж за участника The Rolling Stones?» — вполне выражал отношение истэблишмента к этим «плохим мальчикам»[65].
- Изображение ярко-красных губ и нагло высунутого языка, ставшее фирменным знаком The Rolling Stones, придумал не Энди Уорхол, как ошибочно считают многие из-за первого появления этой эмблемы  на обложке альбома «Sticky Fingers» 1971 года, оформленной Уорхолом (и весьма нестандартно: на конверте пластинки были изображены джинсы от пояса и до колен с настоящей молнией, под которой покупатель обнаруживал тот самый высунутый язык), а менее известным дизайнером Джоном Паше́ в 1970 году[66].
- На 42-м году существования The Rolling Stones, рекордсмены долгожительства в рок-музыке, отправились в одно из самых продолжительных в своей карьере турне A Bigger Bang Tour (2004), продлившееся 14 месяцев. Один миллион долларов из своих гонораров группа перечислила в фонд помощи пострадавшим от урагана «Катрина».[67]
- В 2005 году песня «Angie» использовалась Христианско-демократическим союзом Германии в избирательной кампании Ангелы Меркель без разрешения со стороны The Rolling Stones или их агентов. Впрочем, правовые вопросы партии удалось уладить с немецким агентством по управлению авторскими правами[68].[нет в источнике]
- В Германии в 2008 году был построен первый в мире музей The Rolling Stones[69]

## Дискография

### Список песен группы The Rolling Stones
Наиболее выдающимися песнями группы, по версии журнала Rolling Stone (2004 года), являются:
- «(I Can’t Get No) Satisfaction» — 2 место в списке лучших песен всех времён и народов
- «Sympathy for the Devil» — 32 место
- «Gimme Shelter» — 38 место
- «You Can’t Always Get What You Want» — 100 место
- «Honky Tonk Women» — 116 место
- «Jumpin’ Jack Flash» — 124 место
- «Paint It Black» — 174 место
- «Street Fighting Man» — 295 место
- «Ruby Tuesday» — 303 место
- «Wild Horses» — 334 место
- «Tumbling Dice» — 424 место
- «Beast of Burden» — 435 место
- «Brown Sugar» — 490 место
- «Miss You» — 496 место

### Избранные синглы
- 1963, июнь — Come On/I Want To Be Loved
- 1963, ноябрь — "I Wanna Be Your Man/Stoned
- 1964, февраль — "Not Fade Away/Little By Little
- 1964, июнь — It’s All Over Now/Good Times, Bad Times
- 1964, ноябрь — Little Red Rooster/Off The Hook
- 1965, февраль — «The Last Time» / «Play With Fire»
- 1965, август — "(I Can’t Get No) Satisfaction/The Spider And The Fly
- 1965, октябрь — "Get Off of My Cloud/The Singer Not The Song
- 1966, февраль — 19th Nervous Breakdown/As Tears Go By
- 1966, июнь — "Paint It, Black/Long Long While
- 1966, сентябрь — Have You Seen Your Mother, Baby, Standing In The Shadow?/Who’s Driving Your Plane?
- 1967, январь — «Let’s Spend the Night Together» / «Ruby Tuesday»
- 1967, август — We Love You/Dandelion
- 1968, май — "Jumpin’ Jack Flash/Child Of The Moon
- 1969, июль — «Honky Tonk Women» / «You Can’t Always Get What You Want»
- 1971, май — «Brown Sugar» / «Bitch»
- 1972, апрель — Tumbling Dice/Sweet Black Angel
- 1973, август — "Angie/Silver Train
- 1973, декабрь — Doo Doo Doo Doo Doo(Heartbreaker)/Dancing With Mr.D.
- 1974, июль — It’s Only Rock’N’Roll/Through The Lonley Nights
- 2012, ноябрь — Doom And Gloom
- 2020, апрель — «Living in a Ghost Town»

### Студийные альбомы
Первые альбомы The Rolling Stones в Англии и США выпускались с разными трек-листами.
Альбомы (США)
- 1964 — England's Newest Hit Makers (USA)
- 1964 — 12 X 5 (USA)
- 1965 — The Rolling Stones, Now! (USA)
- 1965 — Out of Our Heads (UK\USA)
- 1965 — December’s Children (And Everybody’s) (USA)
- 1966 — Aftermath (UK\USA)
- 1967 — Between the Buttons (UK\USA\Japan)

Альбомы (Англия)
- 1964 — The Rolling Stones (UK)
- 1965 — The Rolling Stones No. 2 (UK)
- 1965 — Out of Our Heads (UK)
- 1966 — Aftermath (UK)
- 1967 — Between the Buttons (UK)
- 1967 — Their Satanic Majesties Request
- 1968 — Beggars Banquet
- 1969 — Let It Bleed
- 1971 — Sticky Fingers
- 1972 — Exile on Main St
- 1973 — Goats Head Soup
- 1974 — It’s Only Rock ’n’ Roll
- 1976 — Black and Blue
- 1978 — Some Girls
- 1980 — Emotional Rescue
- 1981 — Tattoo You
- 1983 — Undercover
- 1986 — Dirty Work
- 1989 — Steel Wheels
- 1994 — Voodoo Lounge
- 1997 — Bridges to Babylon
- 2005 — A Bigger Bang
- 2016 — Blue and Lonesome
- 2023 — Hackney Diamonds

#### Попавшие в список лучших альбомов всех времён
Наиболее выдающимися альбомами группы по версии журнала Rolling Stone (2003 года) являются:
- Exile on Main St — 7 место в списке лучших альбомов всех времён и народов
- Let It Bleed — 32 место
- Beggars Banquet — 58 место
- Sticky Fingers — 64 место
- Aftermath — 108 место
- Out of Our Heads — 114 место
- The Rolling Stones, Now! — 181 место
- Tattoo You — 211 место
- Some Girls — 269 место
- Between the Buttons — 355 место

### Концертные альбомы
- 1966 — Got Live If You Want It! (US)
- 1970 — Get Yer Ya-Ya’s Out! The Rolling Stones in Concert
- 1977 — Love You Live
- 1982 — Still Life (American Concert 1981)
- 1991 — Flashpoint
- 1995 — Stripped
- 1996 — The Rolling Stones Rock and Roll Circus
- 1998 — No Security
- 2004 — Live Licks
- 2008 — Shine a Light
- 2011 — Brussels Affair (Live 1973)
- 2011 — The Rolling Stones: Some Girls Live In Texas '78
- 2012 — Hampton Coliseum (Live 1981)
- 2012 — L.A. Friday (Live 1975)
- 2012 — Muddy Waters & The Rolling Stones Live At The Checkerboard Lounge, Chicago 1981
- 2012 — Live at the Tokyo Dome (Live 1990)
- 2012 — Light the Fuse (Live 2005)
- 2012 — Live at Leeds (Live 1982)
- 2013 — Hyde Park Live
- 2015 — From the Vault (Live 1971)
- 2015 — Sticky Fingers Live

### Сборники
- 1966 — Big Hits (High Tide and Green Grass) (UK/US)
- 1967 — Flowers
- 1969 — Through the Past, Darkly (Big Hits Vol. 2) (UK/US)
- 1971 — Stone Age
- 1971 — Gimme Shelter
- 1971 — Hot Rocks 1964—1971
- 1972 — Milestones
- 1972 — Rock’n’Rolling Stones
- 1972 — More Hot Rocks (Big Hits & Fazed Cookies)
- 1973 — No Stone Unturned
- 1975 — Metamorphosis
- 1975 — Made in the Shade
- 1975 — Rolled Gold: The Very Best of the Rolling Stones
- 1979 — Time Waits for No One
- 1980 — Solid Rock
- 1981 — Slow Rollers
- 1981 — Sucking in the Seventies
- 1982 — In Concert
- 1982 — Story of The Stones
- 1984 — Rewind (1971—1984)
- 1989 — Singles Collection: The London Years
- 1989 — Les Années Stones 1
- 1990 — Hot Rocks 1964—1971
- 1993 — Jump Back: The Best of The Rolling Stones (UK)
- 2002 — Forty Licks
- 2004 — Jump Back: The Best of The Rolling Stones (US)
- 2005 — Rarities 1971—2003
- 2012 — GRRR!
- 2019 — Honk[72]

## Участники
| Текущий состав - Мик Джаггер — ведущий и бэк-вокал, губная гармошка, ритм-гитара, перкуссия, клавишные, бас-гитара (1962—наши дни) - Кит Ричардс — соло и ритм-гитара, бас-гитара, клавишные, перкуссия, бэк и ведущий вокал (1962—наши дни) - Ронни Вуд — ритм и соло-гитара, бас-гитара, бэк-вокал (1975—наши дни) Бывшие участники - Брайан Джонс — ритм и соло-гитара, губная гармошка, клавишные, ситар, различные деревянные и медные духовые инструменты, перкуссия, бэк-вокал (1962—1969; умер в 1969) - Иэн Стюарт — орган, фортепиано, перкуссия (1962—1963; концертный и сессионный участник в 1964—1985; его смерть) - Дик Тейлор — бас-гитара (1962) - Мик Эвори — ударные (1962) - Рики Фенсон — бас-гитара (1962—1963) - Колин Голдинг — бас-гитара (1962—1963) - Тони Чепмен — ударные (1962—1963) - Карло Литтл — ударные (1962—1963; умер в 2005) - Билл Уаймен — бас-гитара, клавишные, фортепиано, перкуссия, бэк-вокал (1962—1993; гость: 2012, 2023) - Чарли Уоттс — ударные, перкуссия (1963—2021; его смерть) - Мик Тейлор — соло и слайд-гитара, бас-гитара, синтезаторы, конги, бэк-вокал (1969—1974; гость на концертах: 2012—2014) | Концертные музыканты - Чак Ливелл — клавишные, бэк-вокал (1982—наши дни) - Бернард Фаулер — бэк-вокал, перкуссия (1989—наши дни) - Мэтт Клиффорд — клавишные, валторна, музыкальный интегратор (1989—1990, 2012—наши дни) - Дэррил Джонс — бас-гитара, бэк-вокал (1994—наши дни) - Тим Райс — саксофон, клавишные (2005—2007, 2012—наши дни) - Карл Денсон — саксофон (2014—наши дни) - Стив Джордан — ударные (2021—наши дни) - Шанель Хейнс — бэк-вокал, соведущий вокал в «Gimme Shelter» (2022—наши дни) Бывшие концертные музыканты - Бобби Киз — саксофон (1970—1973; 1981—2014; умер в 2014) - Джим Прайс — труба, тромбон (1970—1973) - Ники Хопкинс — фортепиано (1971—1973; умер в 1994) - Билли Престон — клавишные, вокал (1973—1977; умер в 2006) - Стив Мадайо — труба, флюгельгорн (1973, 1975; умер в 2019) - Олли Э. Браун — перкуссия (1975—1976) - Иэн Маклэган — клавишные, бэк-вокал (1978—1981; умер в 2014) - Ли Аллен — саксофон (1981; умер в 1994) - Эрни Уоттс — саксофон (1981) - Джин Баржа — саксофон (1982) - Арно Хехт — саксофон (1989—1990) - Криспин Сиоэ — саксофон (1989—1990) - Боб Фанк — труба (1989—1990) - Пол Литтераль — тромбон (1989—1990) - Лиза Фишер — бэк-вокал, соведущий вокал в «Gimme Shelter» (1989—2015) - Синди Мизель — бэк-вокал (1989—1990) - Памела Куинлан — бэк-вокал (1989, 1990) - София Джонс — бэк-вокал (1990) - Лорелей Макбрум — бэк-вокал (1990) - Энди Снитцер — саксофон, клавишные (1994—1998) - Майкл Дэвис — тромбон (1994—2007) - Кент Смит — бэк-вокал (1994—2007) - Блонди Чаплин — бэк-вокал, перкуссия, дополнительная гитара (1997—2007) - Саша Аллен — бэк-вокал, соведущий вокал в «Gimme Shelter» (2016—2022) |